# Stanisław Moniuszko: Straszny dwór (Chóry i Orkiestra Symfoniczna Akademii Muzycznej im. Stanisława Moniuszki w Gdańsku pod batutą Zygmunta Rycherta)
(Stanisław Moniuszko) Straszny dwór – dwupłytowy album z rejestracją koncertu opery narodowej Stanisława Moniuszki z okazji 70-lecia istnienia Akademii Muzycznej w Gdańsku, której patronem jest tenże kompozytor. Album ukazał się 3 grudnia 2018 pod szyldem DUX Recording Producers (nr kat. DUX 1500/1501). Nominacja do Fryderyka 2019 w kategorii «Album Roku Muzyka Chóralna, Oratoryjna i Operowa». Nominacja do nagrody International Classical Music Awards (ICMA) 2020 w kategorii «Opera».

## Lista utworów

### CD1
1. Nr 1 Intrada / Akt I – Chór (oraz Stefan, Maciej i Zbigniew)
2. Nr 2 Akt I – Chór (oraz Marta, Grześ)
3. Nr 3 Akt I – Terzetto (Stefan, Maciej i Zbigniew)
4. Nr 4 Akt I – Terzetto (Cześnikowa, Stefan i Zbigniew)
5. Nr 5 Akt I – Finale
6. Nr 6 Akt II – Hanna, Jadwiga, Staruszka i chór kobiet
7. Nr 7 Akt II – Dumka (Jadwiga)
8. Nr 8 Akt II – Duettino (Hanna i Damazy)
9. Nr 9 Akt II – Hanna, Jadwiga, Damazy, Miecznik i chór kobiet
10. Nr 10 Akt II – Aria Miecznika
11. Nr 11 Allegro / Akt II – Finale

### CD2
1. Nr 12 Akt III – Maciej i Skołuba
2. Nr 13 Akt III – Recitativo i Aria z kurantem (Stefan)
3. Nr 14 Akt III – Duet (Stefan i Zbigniew)
4. Nr 15 Akt III – Kwartet (Hanna, Jadwiga, Stefan i Zbigniew)
5. Nr 16 Akt III – Finale (Stefan, Damazy, Maciej i Zbigniew)
6. Nr 17 Akt IV – Recitativo i Aria Hanny
7. Nr 18 Akt IV – Recitativo / Nr 19. Akt IV Finale
8. Mazur

## Wykonawcy
- Krzysztof Bobrzecki, Leszek Skrla – baryton
- Anna Fabrello – sopran
- Stanisław Daniel Kotliński – bas-baryton
- Piotr Kusiewicz, Ryszard Minkiewicz, Paweł Skałuba – tenor
- Piotr Lempa – bas
- Wiesława Maliszewska – alt
- Alicja Rumianowska, Karolina Sikora, Stefania Toczyska – mezzosopran
- Konstanty Andrzej Kulka – skrzypce
- Chóry i Orkiestra Symfoniczna Akademii Muzycznej im. Stanisława Moniuszki w Gdańsku
- Zygmunt Rychert – dyrygent